# Артистичне плавання на Європейських іграх 2023
Шаблон:Артистичне плавання на Європейських іграх 2023
Артистичне плавання на Європейських іграх 2023 року відбулися з 21 по 25 червня 2023 року в місті Освенцим, Польща.

## Результати

### Медальний залік
*   Країна-господарка ( Польща)
| Місце               | Країна                | Золото | Срібло | Бронза | Загалом |
| ------------------- | --------------------- | ------ | ------ | ------ | ------- |
| 1                   | Іспанія (ESP)         | 3      | 1      | 0      | 4       |
| 2                   | Австрія (AUT)         | 2      | 0      | 0      | 2       |
| 3                   | Італія (ITA)          | 1      | 3      | 1      | 5       |
| 4                   | Ізраїль (ISR)         | 1      | 0      | 1      | 2       |
| 4                   | Франція (FRA)         | 1      | 0      | 1      | 2       |
| 6                   | Україна (UKR)         | 0      | 2      | 0      | 2       |
| 7                   | Німеччина (GER)       | 0      | 1      | 0      | 1       |
| 7                   | Нідерланди (NED)      | 0      | 1      | 0      | 1       |
| 9                   | Велика Британія (GBR) | 0      | 0      | 3      | 3       |
| 10                  | Греція (GRE)          | 0      | 0      | 1      | 1       |
| 10                  | Туреччина (TUR)       | 0      | 0      | 1      | 1       |
| Загалом (11 збірна) | Загалом (11 збірна)   | 8      | 8      | 8      | 24      |

### Медалісти
| Дисципліна                       | Золото | Срібло | Бронза |
| -------------------------------- | --- | --- | --- |
| Дует, технічна програма          | Австрія Анна-Марія Александрі Ейріні-Марина Александрі | Нідерланди Брег'є де Брауер Марлос де Брувер | Греція Софія Маркогеоргу Євангелія Платаніоті |
| Дуети, довільна програма         | Австрія Анна-Марія Александрі Ейріні-Марина Александрі | Україна Марина Алексіїва Владислава Алексіїва | Велика Британія Кейт Шортман Ізабелл Торп |
| Змішаний дует, технічна програма | Італія Джорджо Мінізіні Лукреція Руджеро | Іспанія Емма Гарсія Денніс Гонсалес Бону | Велика Британія Беатріс Красс Ранджуо Томблін |
| Змішаний дует, довільна програма | Іспанія Емма Гарсія Денніс Гонсалес Бону | Італія Джорджо Мінізіні Лукреція Руджеро | Велика Британія Беатріс Красс Ранджуо Томблін |
| Група, технічна програма         | Іспанія Крістін Арамбула Маріна Гарсія Поло Марітксель Мас Пуджадас Аліса Ожогіна Паула Рамірес Ібаньєс Сара Солдана Лопес Іріс Тіо Касас Бланко Боледано Лаут Берта Феррарас Санз | Італія Лінда Черруті Марта Якоаччі Софія Мастроянні Енріка Пікколі Лукреція Руджеро Ізотта Спортеллі Джулія Верніс Франческа Дзуніно Кармен Роччіно Джорджо Мінізіні                   | Франція Лейліс Алавес Анастасія Баяндіна Амбре Еснол Майсса Гурмон Роман Лунель Ев Планекс Шарлотт Трембл Лаура Трембл Оріан Жаллардон Клаудія Жанв'є                       |
| Група, довільна програма         | Іспанія Крістін Арамбула Берта Феррарас Санз Маріна Гарсія Поло Марітксель Мас Пуджадас Аліса Ожогіна Паула Рамірес Ібаньєс Сара Солдана Лопес Іріс Тіо Касас Бланко Боледано Лаут | Італія Лінда Черруті Марта Якоаччі Софія Мастроянні Джорджо Мінізіні Енріка Пікколі Лукреція Руджеро Ізотта Спортеллі Франческа Дзуніно Кармен Роччіно Джулія Верніс                   | Ізраїль Шеллі Бобріцкі Мая Дорф Ной Газала Катрін Кунін Ая Мазор Ніколь Нахшонов Аріель Нассі Нета Рубічек Еден Блехер Шані Шарайзін                                        |
| Акробатика                       | Франція Анастасія Баяндіна Амбре Еснол Майсса Гурмон Клаудія Жанв'є Роман Лунель Ев Планекс Шарлотт Трембл Лаура Трембл Манон Дісбо Лаура Гонсалес                                 | Україна Марина Алексіїва Владислава Алексіїва Марта Фєдіна Вероніка Гришко Дар'я Мошинська Ангеліна Овчиннікова Анастасія Шмоніна Валерія Тищенко Олеся Дерев'янченко Софія Мацієвська | Італія Лінда Черруті Марта Якоаччі Софія Мастроянні Джорджо Мінізіні Енріка Пікколі Кармен Роччіно Ізотта Спортеллі Франческа Дзуніно Лукреція Руджеро Джулія Верніс        |
| Комбінація, довільна програма    | Ізраїль Еден Блехер Шеллі Бобріцкі Мая Дорф Ной Газала Катрін Кунін Ая Мазор Ніколь Нахшонов Аріель Нассі Нета Рубічек Шані Шарайзін Шая Сар Шалом Нехмад                          | Німеччина Клаоа Блеєр Амелі Блументаль Марлен Боєр Марія Денисов Сонен Гвісар Ларія Мертенс Сюзана Ровнер Фрітйоф Сейдеьл Дарія Тонн Мішель Циммер                                     | Туреччина Дерін Аларп Дуру Кенберогду Айда Селепчіоглу Ече Соколлу Ніл Талу Селін Телчі Ече Унгор Діла Їлдіз Есманур Їрмібес Ісла Юксель Малек Андріа Акай Кансін Кутучоглу |